# Țărmure, Sălaj
Țărmure (în maghiară Parttanya) este un sat în comuna Șărmășag din județul Sălaj, Transilvania, România.

## Istorie
Prima atestare documentară a localității provine din anul 1954, când satul apare sub numele de Țărmure, cătun al satului Sărmășag.
In 1956, Țărmure avea 92 locuitori. Potrivit Recensământului populației din 1992 erau 5 locuitori; 4 erau reformați, iar 1 ortodox. Conform Recensământul populației din 2002 (România), localitatea avea la acea dată 1 locuitor, acesta fiind de religie romano-catolic.